# Simfonia núm. 7 (Beethoven)
La Simfonia núm. 7 en la major, op. 92, de Ludwig van Beethoven va ser composta entre els anys 1811 i 1812. El compositor va començar a treballar-hi durant una estada a la ciutat balneari de Teplice (Bohèmia). Va ser dedicada al comte Moritz von Fries.

## Estrena
Va ser estrenada a Viena el 8 de desembre de 1813 en un concert a benefici dels soldats ferits en la batalla de Hanau, amb el mateix Beethoven dirigint l'orquestra i amb Louis Spohr entre els violinistes. L'obra va ser ben rebuda i es va haver de repetir el cèlebre allegretto.

## Instrumentació
La partitura està escrita per als següents efectius orquestrals: 2 flautes, 2 oboès, 2 clarinets en la, 2 fagots, 2 trompes en la, mi i re, 2 trompetes en re, timbals i instruments de corda.

## Forma
Té quatre moviments:
- I. Poco sostenuto — Vivace
- II. Allegretto
- III. Presto
- IV. Allegro con brio

La seva durada és d'aproximadament 40 minuts.
Després d'una introducció lenta (com en la primera, segona i quarta simfonies), el primer moviment es desenvolupa en forma sonata i està dominat per agitats ritmes de dansa.
El segon moviment, en la menor, sona "lent", tot i que el tempo indicat és l'Allegretto, és a dir, "lleugerament ràpid". En realitat resulta lent en comparació amb els altres tres moviments, molt ràpids. Aquest ha estat el moviment més popular de la simfonia des de la seua estrena, on el públic va demanar la seua repetició. Cal destacar l'ostinato (figura rítmica repetida) d'una negra, dues corxeres i dues negres.
El tercer moviment és un scherzo i trio. Ací, el trio (que està basat en un himne austríac de peregrinació) s'interpreta dues vegades en lloc d'una sola. Aquesta expansió de la forma comuna A-B-A de l'estructura de la forma ternària a A-B-A-B-A era bastant habitual en altres obres de Beethoven del mateix període, com en la seua Simfonia núm. 4 i el Quartet de corda op. 59 núm. 2.
L'obra és coneguda per l'ús de motius rítmics. També és de tonalitat subtil, fent ús de les tensions entre els centres de la, do i fa. El segon moviment és en la menor amb episodis en la major, i l'scherzo és en fa major.

## Recepció
El compositor Antony Hopkins va dir de la simfonia:
La Setena Simfonia, potser més que les altres, ens transmet un sentiment d'espontaneïtat; les notes semblen fugir de la partitura només nàixer, en una onada d'inspirada invenció. El mateix Beethoven s'hi va referir amb emoció com "una de les meues millors obres". Qui som nosaltres per discutir la seua opinió?
Un altre admirador, Richard Wagner, referint-se als alegres ritmes que impregnen tota l'obra, la va anomenar "apoteosi de la dansa".
No obstant això, l'admiració per la setena simfonia no ha estat universal. Carl Maria von Weber considerava que la línia cromàtica baixa en la coda del primer moviment era l'evidència que Beethoven estava "madur per al manicomi".

## Media
Allegretto, segon moviment (interpretació de John Michel) (?·pàg.)
 Finale (interpretació de John Michel) (?·pàg.)